# Hófény
A hófény (Chionodoxa) a spárgavirágúak (Asparagales) rendjének spárgafélék (Asparagaceae) családjába tartozó növénynemzetség. Magyarországon a kertekben találkozhatunk vele.

## Elterjedése
Európában, a Földközi-tenger keleti résznél található meg.

## Fajok
- (Chionodoxa albescens)
- (Chionodoxa lochiae)
- Törpe hófény (Chionodoxa nana)
- Azúrkék hófény (Chionodoxa sardensis)
- (Chionodoxa tmoli)